# البوصلة (منظمة)

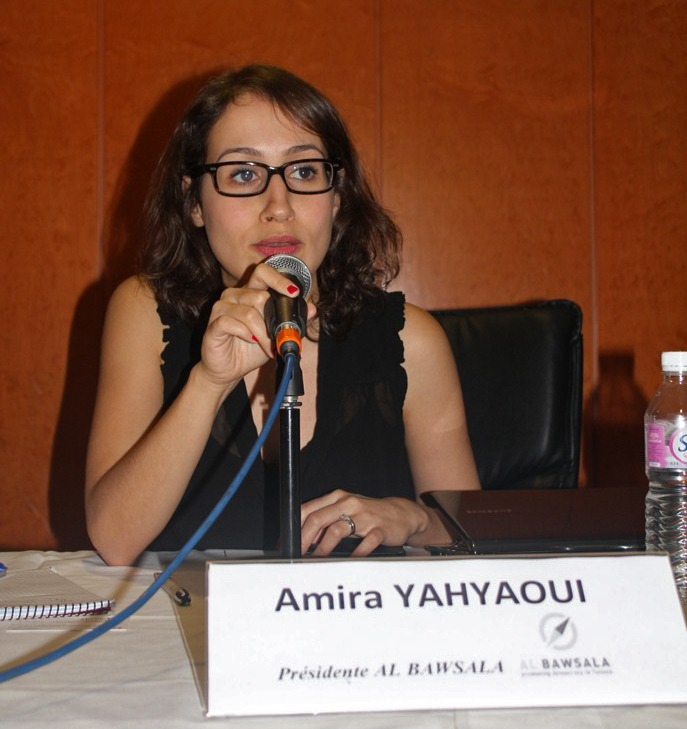
مؤسسة ورئيسة منظمة البوصلة أميرة اليحياوي في 2012.

منظمة البوصلة (بالفرنسية: Al Bawsala) هي منظمة غير حكومية تونسية، تأسست في 26 مايو 2012، وهي منظمة غير ربحية ومستقلة. نشاطها سياسي وحقوقي ورقابي في الوسط السياسي التونسي.

رئيسة المنظمة الحالية هي أنس بن عبد الكريم منذ 2015، وسبقتها أميرة اليحياوي بين 2012 و2015.

تعمل المنظمة على أربعة مشاريع:
- مرصد مجلس: هو مرصد لمراقبة المجالس التشريعية التونسية، أولها المجلس التأسيسي، ثم مجلس نواب الشعب. يعمل منذ بداية 2012.
- مرصد بلدية: هو مرصد لمراقبة المجالس البلدية التونسية، وهي المجالس ال264 المتوزعة على كل البلديات التونسية، عبر مواطنين متطوعين. يعمل منذ يناير 2014.
- مرصد ميزانية: هو مرصد لمراقبة ومتابعة ميزانية الدولة التونسية وتصرف الوزارات والهياكل المعنية وذلك تكريسا لمبدأ الشفافية مع المواطن. يعمل منذ يناير 2014.
- نقاشات النواب/المواطنين: هو مشروع يهدف لتنظيم لقاءات بين نواب المجلس التأسيسي والمواطنين وذلك بهدف النقاش وتقديم الأراء والمقترحات حول الدستور الجديد ثم نقاشات حول أعمال مجلس نواب الشعب بين النواب المواطنين.

## تقديم
البوصلة هي منظمة غير حكومية وغير ربحية تونسية، تعرف نفسها كمستقلة تماما على أي انتماء حزبي. تعتمد المنظمة مبدأ الشفافية حول مواضيع الحكم والتمويل ومصادره.

تتكون المنظمة من مجلس إدارة يتابع سير المنظمة ومكوناتها. يوجد أيضا مكتب تنفيذي يمثل المنظمة وينفذ أعمالها وينتخب لمدة أربعة سنوات.

### الأهداف
تقول المنظمة أن لها ثلاثة أهداف وهي:
- وضع المواطن في صلب العمل السياسي من خلال منحهم وسيلة للتعرف على أنشطة النواب والدفاع عن حقوقها الأساسية.
- إقامة علاقات مع النواب والمسؤولين في الدولة من أجل إقامة حكم رشيد وأخلاق سياسية.
- المشاركة في الدفاع عن فكرة التقدم الاجتماعي وتحرير المواطن.

من أهدافها أيضا هي تكريس دور المواطن في الحياة السياسية وتسهيل العلاقة بين من هم في السلطة والمواطنين. كذلك تسعى إلى أن يكون عمل النواب والمسؤولين يمارس بطريقة جيدة ومتكاملة.
تقول المنظمة أن دور الهيئة يتمحور في ثلاثة محاور:
- المراقبة: مراقبة السلطة التشريعية والتنفيذية.
- الدفاع: تعزيز الشفافية والمسؤولية، والدفاع عن الحقوق الأساسية والحريات الفردية.
- التمكين: مساعدة وتطوير مبادرات المواطنين.

## المشاريع

### مرصد مجلس
مرصد مجلس هو مشروع لمراقبة وتكريس مبدأ الشفافية في الحكم والتواصل بين الشعب والنواب. بدأ هذا المشروع مع المجلس الوطني التأسيسي التونسي بين 2011 و2014، وتواصل مع مجلس نواب الشعب التونسي.

يعتبر هذا المشروع من أهم أعمال المنظمة، أين تقوم بمتابعة كل أشغال المجلس يوميا من جلسات وعامة وجلسات اللجان، وتقوم بنقل مباشر للأعمال عبر وسائل التواصل الاجتماعي، وأحيانا عبر نقل مباشر على الأنترنت. يقوم المرصد بإحصائيات دورية للجلسات والمشاريع وعمليات التصويت أين يوجد كل التفاصيل حول التصويت على مشاريع ومقترحات القوانين ونشرها قبل وبعد النقاش إلى جانب مقترحات التعديل وتفاصيلها. يهتم أيضا بتقديم رزنامة للعمل النيابي.

يقدم كذلك المرصد إحصائيات وترتيب النواب حسب المشاركة في الجلسات وحسب التصويت وذلك على مستوى النواب فرادى وككتل. ويقدم نسبة حضور وغيابات النواب وتبريراتها.

من جهة أخرى يوفر المرصد ميزة تقديم الأسئلة للنواب من قبل المواطنين على موقعه، أين يتكفل بعد ذلك بإرسالها للنواب واستقبال الأجوبة ووضعها على ذمة العموم على موقعه.

مجمل أعمال المجلس هي ببادرة منه، بالتعاون مع عدة هياكل بالمجلس النيابي كالوثائق وعدة تفاصيل تخص النواب.

يقوم المرصد بتقديم سير النواب الذاتية.

يقدم المرصد ملاحظاته حول عدة مشاريع ومقترحات قوانين وذلك باجتماع مع اللجان، وذلك بما أن لمنظمة البوصلة موقع استشاري في المجلس كونها منظمة حقوقية وسياسية مستقلة.

تقوم بكتابة عدة تقارير دورية وشهرية عن أعمال اللجان والمجلس، وتتابع يوميا عمل المجلس النيابي (مجلس نواب الشعب) من حيث نقاشات القوانين والتصويت عليها وغيرها من أعمال المجلس.

### مرصد بلدية
مرصد بلدية هو مشروع تابع للمنظمة هدفه تسهيل توفير المعلومات للمواطنين المحليين عن بلدياتهم وتعزيز دور المواطن العادي في مراقبة سير الهياكل المشرفة على منطقته. لذلك هذا المشروع منتشر على ال264 بلدية من بلديات تونس. في وقت أول نظمت المنظمة بنسفها عدة زيارات لمختلف البلديات وتناقشت معهم وطلبت منهم تقديم معلومات من شأنها تعزيز الشفافية، كالميزانية والمصاريف والأعوان والوثائق وجدول الأعمال. في وقت ثاني قامت المنظمة باستقبال طلبت تطوع للعمل معها في كل البلديات أين يمثل الشخص المنظمة والمواطنين في نفس الوقت كمتطوع لمتباعة دورية لأعمال بلديته.

### بقية المشاريع
مرصد ميزانية هو مشروع يهدف لتقديم رسومات بيانية وتفاصيل اقتصادية حول ميزانية الدولة التونسية والوزارات والهيئات الدستورية والمعلومات المالية الخاصة بها حيث تهدف لتكريس الشفافية وحق المسائلة لمصاريف مختلف مؤسسات الدولة.

نقاشات النواب/المواطنين هو مشروع وقع في عهد المجلس الوطني التأسيسي التونسي وكان يهدف للحوار والنقاش المباشر بين النواب والمواطنين حول مشروع الدستور التونسي الجديد وذلك بتنظيم من المنظمة في عدة أماكن من الجمهورية التونسية.

## التمويل
من أهداف المنظمة تكريس مبدأ الشفافية في الوسط السياسي والإداري التونسي. ومن جهتها أيضا تقدم البوصلة كل سنة المساعدات المقدمة إليها من قبل المنظمات والهيئات الدولية، وتذكر أنها لا تستقبل أي دعم مالي من قبل المنخرطين والمتطوعين فيها.
| السنة | المساعدات | تقرير المنظمة | تقرير المدقق القانوني |
| ----- | --- | ------------- | --------------------- |
| 2012  | (OSI) مؤسسات المجتمع المفتوح: 736 114 دينار تونسي لمنظمة البوصلة. (VENRO) سياسة جمعية التنمية والمساعدات الإنسانية: 373 89 دينار تونسي. (GLS Bank) جي أل أس بنك: 000 80 دينار تونسي. (MICT) وسائل الإعلام في التعاون والتحول: 239 47 دينار تونسي لمشروع مرصد. بارليمنتواتش: 069 45 دينار تونسي. (NED) الصندوق الوطني للديمقراطية: 813 17 دينار تونسي لمشروع نقاش المواطن. | [ 1 ] [ 2 ]   | [ 3 ]                 |
| 2013  | (OSI) مؤسسات المجتمع المفتوح: 860 117 دينار تونسي. أوكسفام نوفيب: 507 88 دينار تونسي. بارليمنتواتش: 479 69 دينار تونسي. (NED) الصندوق الوطني للديمقراطية: 945 27 دينار تونسي. مؤسسة هاينريش بول: 685 6 دينار تونسي. مؤسسة مساعدات التنمية في المستقبل: 970 4 دينار تونسي                                                                                                  | [ 2 ]         | [ 4 ]                 |
| 2014  | (OSI) مؤسسات المجتمع المفتوح: 464 283 دينار تونسي. أوكسفام نوفيب: 968 40 دينار تونسي. سفارة كندا في تونس: 628 35 دينار تونسي. (NED) الصندوق الوطني للديمقراطية: 992 8 دينار تونسي. بارليمنتواتش: 860 7 دينار تونسي. |               | [ 5 ]                 |

## الشراكة
لدى المنظمة عدة علاقات تشاركية وتعاونية وهي:
- بارليمانتواتش (Parliamentwatch): قامت بتعليم وتأطير أحد أعضاء المنظمة لمدة 6 أشهر.
- نواة (Nawaat): تعاون في إطار التحليل والإخبار.
- وسائل الإعلام في التعاون والتحول (MICT): تعاون في إطار تنمية التعاون مع وسائل الإعلام التونسية للتعريف بمشروع مرصد.

## الجوائز والتقديرات
- 2012: أوبن غوف تي أن أواردز (OpenGovTn Awards)، لكونها المنظمة الأكثر عملا لكريس مبدأ الشفافية في تونس.
- 2013: جائزة القمة العالمية (World Summit Award)، أين جاءات بين ال40 الفائزين عن كل الفئات، ثم الأولى في فئة الإعلام الإلكتروني والصحافة.
- 2013: تونيزيانا واب أواردز (Tunisiana Web Awards)، وذلك عن فئة أفضل موقع إلكتروني ثقافي لموقع مرصد مجلس.

## مقالات ذات صلة
- سياسة تونس
- المجلس الوطني التأسيسي التونسي (2011-2014)
- مجلس نواب الشعب (تونس)

## روابط خارجية
- الموقع الرسمي للبوصلة.